# Алиуи, Адам
Адам Алиуи (араб. آدم عليوي‎; род. 26 июня 2009) — марокканский футболист, защитник клуба «Олимпик Лион».

## Клубная карьера
Алиуи — воспитанник клуба «Олимпик Лион».

## Международная карьера
В 2025 году в составе юношеской сборной Марокко Алиуи стал победителем домашнего юношеского Кубка Африки. На турнире он сыграл в матче против сборной Уганды, Танзании и ЮАР.

## Достижения
Международные
 Марокко (до 17)
- Победитель Кубка африканских наций (до 17 лет): 2025